# Stenoma obelodes
Stenoma obelodes es una especie de polilla del género Stenoma, orden Lepidoptera.
Fue descrita científicamente por Meyrick en 1915.

## Distribución
Stenoma obelodes habita en el continente de América.